# Busse-Werke
Die Busse-Werke AG war ein deutscher Hersteller von Kraftfahrzeugen. Es gibt auch die Varianten Busse-Werke AG für Kraftfahrzeuge und Busse-Werke AG, Abteilung Motorradbau. Vorherige Firmierungen waren Busse Elektromobil-Bau KG und Busse-Kraftfahrzeuge KG.

## Unternehmensgeschichte
Die älteste bekannte Erwähnung des Unternehmens Busse Elektromobil-Bau bezieht sich auf 1921. Der Ingenieur Hermann Busse war Inhaber und Leiter. Der Sitz war an der Goethestraße in Magdeburg. Die Produktion von Elektroautos begann je nach Quelle 1921 oder 1922. Deren Markenname lautete BEB. 1923 endete die Pkw-Produktion laut mehrerer Quellen.
Ebenfalls 1923 gründete Busse die Busse-Kraftfahrzeuge KG, wobei unklar bleibt, ob es tatsächlich eine Neugründung oder nur eine Umfirmierung war. Am 9. September 1923 wurde dieses Unternehmen rückwirkend zum 1. Januar 1923 in Busse-Werke AG umgewandelt. Die Produktion von Motorrädern der Marke Busse wurde je nach Quelle 1922 oder 1923 aufgenommen und 1926 aufgegeben. 1924 kamen Dreirad-Transportlieferwagen dazu, die ebenfalls Busse genannt wurden. Eine andere Quelle meint, es war um 1925.
Das Unternehmen wurde am 9. Juli 1927 von Amts wegen gelöscht.

## Fahrzeuge
Die Elektroautos waren Cyclecars. Sie boten Platz für ein bis zwei Personen. Für den Antrieb sorgte ein Elektromotor.
Die Motorräder werden in einer Quelle gelobt als gut konstruiert und mit robusten Motoren ausgestattet. Sie hatten Motoren von den Grade Motorenwerken mit 143 cm³ Hubraum, von DKW mit wahlweise 147 cm³ und 173 cm³ Hubraum sowie von Paqué & Co. mit OHV-Ventilsteuerung und 198 cm² Hubraum. Außerdem standen eigene Zweitakt- und Viertaktmotoren zur Wahl. Andere Quellen nennen auch einen 206-cm³-Motor von DKW.
Die Dreiradlieferwagen waren umgebaute Motorräder. Sie hatten ein einzelnes Vorderrad und eine Hinterachse mit zwei Rädern. Hinten befand sich je nach Ausführung eine offene Pritsche oder ein geschlossener Kasten für den Warentransport. Sie hatten einen luftgekühlten Einzylinder-Zweitaktmotor von DKW mit 143 cm³ Hubraum und 2,5 PS Leistung. Der geringe Hubraum erlaubte das Fahren ohne Führerschein. Die Nutzlast betrug 250 kg.
Möglicherweise entstanden auch kleine Autos mit Benzinmotor, deren Markenname nicht genannt ist.